# Evaristo Beccalossi
Evaristo Beccalossi (Brescia, 12 maggio 1956) è un dirigente sportivo ed ex calciatore italiano, di ruolo centrocampista, capo delegazione dell'Italia U-19.

## Caratteristiche tecniche
Beccalossi era un fantasista mancino, molto dotato tecnicamente ma discontinuo nel rendimento: la sua presenza in campo risultava tanto efficace nelle giornate di grazia quanto infruttuosa nei periodi di scarsa vena, al punto da indurre alcuni compagni di squadra ad affermare ironicamente, prima delle partite: «oggi giochiamo in dieci o in dodici».
Capace di imprimere una svolta alle partite con dribbling, assist e giocate di classe, rendeva al meglio con il supporto di centrocampisti dinamici: con riferimento alla sua militanza nell'Inter, Beccalossi espresse infatti riconoscenza ai gregari Baresi, Marini e Oriali, in quanto «correvano anche per me».
Il suo stile di gioco gli valse il nomignolo Dribblossi, ideato da Gianni Brera, nonché frequenti accostamenti a Mario Corso, suo predecessore nelle file dell'Inter.

## Carriera

### Giocatore

#### Club

Beccalossi contrastato da Albert del nella Coppa delle Coppe 1978-1979

Proveniente dal vivaio della principale squadra della sua città, il Brescia, con il quale si era aggiudicato il Campionato Primavera 1974-1975 da titolare e con cui si era poi messo in mostra in Serie B, fu acquistato dall'Inter al termine della stagione 1977-1978.
In sei anni di permanenza a Milano collezionò 216 presenze tra campionato e coppe, realizzando 37 reti, tra cui una doppietta nel derby vinto per 2-0 il 28 ottobre 1979. Divenne campione d'Italia nella stagione 1979-1980 e giunse fino alle semifinali di Coppa dei Campioni 1980-1981; coi nerazzurri vinse anche la Coppa Italia 1981-1982.
L'ingaggio di Hansi Müller da parte dell'Inter ne attenuò il rendimento per via di una certa incompatibilità tattica (nonostante i due avessero un buon rapporto fuori dal campo), sino al prestito alla Sampdoria all'inizio della stagione 1984-1985, quando la squadra ligure si piazzò quarta in campionato e vinse la Coppa Italia, primo trofeo della storia blucerchiata. Il Monza, in Serie B, lo acquistò dall'Inter nell'ottobre 1985; coi brianzoli, quell'anno, si classificò all'ultimo posto in campionato e retrocesse in Serie C.
Successivamente tornò a Brescia dove rimase per due stagioni, la prima in Serie A, conclusa con la retrocessione arrivata all'ultima giornata e la seconda in Serie B, conclusa con un ottavo posto; quindi terminò la carriera da professionista al Barletta, in Serie B, ottenendo la salvezza.
Nella stagione 1989-1990 fu ingaggiato dal Pordenone, in Interregionale, con cui chiuse il campionato sul fondo della graduatoria, retrocedendo nel torneo di Promozione, mentre nella seguente si accasò al Breno, ancora nella massima serie dilettantistica, dove concluse la carriera agonistica.
Totalizzò complessivamente 249 presenze e 30 reti in Serie A, e 159 presenze e 23 reti in Serie B.

#### Nazionale
Tra il 1976 al 1980 disputò 3 partite con la nazionale Under-21; ha al suo attivo anche 4 presenze e una rete nell'Italia olimpica.

### Dopo il ritiro

Beccalossi nello studio di Diretta stadio... ed è subito goal! (2012)

Nel 2009 fu nominato consulente personale del presidente del Taranto, D'Addario. Nel 2013 si candidò alle elezioni regionali in Lombardia con l'UDC per Gabriele Albertini presidente, nella circoscrizione di Milano, ottenendo 102 voti e non risultando eletto in Consiglio Regionale.
Nel luglio 2014 diventò supervisore del Lecco; il successivo 11 settembre ne assunse la carica di presidente, che mantenne fino al 2016.
Nel biennio 2017-2018 è stato capo delegazione della nazionale italiana Under-20, rientrandovi il 5 agosto 2020, dopo che dall’estate del 2018 ha svolto lo stesso ruolo per l'Under-19, in sostituzione di Massimo Paganin. In vista delle qualificazioni all’Europeo di categoria, nel settembre del 2022 ricomparve nello staff dell’Under-19 allenata da Alberto Bollini.
Per anni è stato opinionista sportivo nelle trasmissioni Qui studio a voi stadio di Telelombardia e Controcampo di Italia 1, mentre attualmente è spesso ospite nei programmi di 7 Gold (poi Netweek) come Diretta stadio, Sportitalia e a La Domenica Sportiva su Rai 2.
Nel 2021 prese parte a Back to School, il nuovo format proposto in anteprima a dicembre su Infinity e che dal 4 gennaio 2022 è andato in onda su Italia 1. Nel 2023 esce il suo primo libro La mia vita da numero 10, scritto con Eleonora Rossi e con la prefazione di Enrico Ruggeri. 
Il 9 gennaio 2025 è colto da emorragia cerebrale; immediatamente soccorso dai familiari, viene ospedalizzato presso la Poliambulanza di Brescia, dove entra in coma. Permane in stato comatoso per 47 giorni per poi risvegliarsi ed essere dimesso il 21 maggio.

## Nella cultura di massa

Beccalossi fallisce il suo secondo calcio di rigore nella partita di Coppa delle Coppe del 15 settembre 1982 contro lo : dieci anni dopo, l'attore e tifoso interista Paolo Rossi ne trarrà uno dei suoi più noti monologhi comici.

Sul piano musicale, nel 1983 il cantautore Mauro Minelli gli ha dedicato il brano Scusa se insisto, mi chiamo Evaristo, che riprende nel titolo una celebre frase di Beppe Viola, mentre nel 1997 il cantautore Enrico Ruggeri ha dedicato a Beccalossi, Gigi Meroni, George Best, Diego Armando Maradona e in generale agli "sregolati" del calcio, il brano Il fantasista, inserito nell'album Domani è un altro giorno. Inoltre nel 2006 lo stesso Beccalossi ha partecipato al videoclip Spasimo dei Rezophonic.
Nel 1992 l'attore Paolo Rossi portò in scena una pièce, intitolata Lode a Evaristo Beccalossi, nella quale ricordava la partita Inter-Slovan Bratislava (2-0) del 15 settembre 1982, andata dei sedicesimi di finale di Coppa delle Coppe, in cui Beccalossi fallì a pochi minuti di distanza due calci di rigore.
Nel film L'ultima sfida del 2025, diretto da Antonio Silvestre, Beccalossi, seduto in una caffetteria a leggere un quotidiano, interpreta se stesso, in una scena che rende omaggio al calcio degli anni 80.

## Statistiche

### Presenze e reti nei club
Statistiche aggiornate al termine della carriera.
| Stagione        | Club            | Campionato      | Campionato | Campionato | Coppe nazionali | Coppe nazionali | Coppe nazionali | Coppe continentali | Coppe continentali | Coppe continentali | Supercoppe | Supercoppe | Supercoppe | Totale | Totale |
| Stagione        | Club            | Comp            | Pres       | Reti       | Comp            | Pres            | Reti            | Comp               | Pres               | Reti               | Comp       | Pres       | Reti       | Pres   | Reti   |
| --------------- | --------------- | --------------- | ---------- | ---------- | --------------- | --------------- | --------------- | ------------------ | ------------------ | ------------------ | ---------- | ---------- | ---------- | ------ | ------ |
| 1972-1973       | Brescia         | B               | 1          | 0          | CI              | 0               | 0               | -                  | -                  | -                  | -          | -          | -          | 1      | 0      |
| 1973-1974       | Brescia         | B               | 0          | 0          | CI              | 3               | 0               | -                  | -                  | -                  | -          | -          | -          | 3      | 0      |
| 1974-1975       | Brescia         | B               | 5          | 0          | CI              | 0               | 0               | -                  | -                  | -                  | -          | -          | -          | 27+    | 4+     |
| 1975-1976       | Brescia         | B               | 31         | 8          | CI              | 1               | 0               | -                  | -                  | -                  | -          | -          | -          | 32     | 8      |
| 1976-1977       | Brescia         | B               | 25         | 1          | CI              | 4               | 0               | -                  | -                  | -                  | -          | -          | -          | 29     | 1      |
| 1977-1978       | Brescia         | B               | 31         | 6          | CI              | 3               | 0               | -                  | -                  | -                  | -          | -          | -          | 34     | 6      |
| 1978-1979       | Inter           | A               | 29         | 3          | CI              | 2               | 0               | CdC                | 4                  | 1                  | -          | -          | -          | 35     | 4      |
| 1979-1980       | Inter           | A               | 27         | 7          | CI              | 5               | 1               | CU                 | 4                  | 0                  | -          | -          | -          | 36     | 8      |
| 1980-1981       | Inter           | A               | 27         | 7          | CI              | 4               | 0               | CC                 | 7                  | 0                  | -          | -          | -          | 38     | 7      |
| 1981-1982       | Inter           | A               | 26         | 9          | CI              | 10              | 2               | CU                 | 3                  | 1                  | -          | -          | -          | 39     | 12     |
| 1982-1983       | Inter           | A               | 25         | 2          | CI              | 9               | 1               | CdC                | 5                  | 0                  | -          | -          | -          | 39     | 3      |
| 1983-1984       | Inter           | A               | 22         | 3          | CI              | 1               | 0               | CU                 | 5                  | 0                  | -          | -          | -          | 34     | 6      |
| Totale Inter    | Totale Inter    | Totale Inter    | 156        | 31         |                 | 31              | 4               |                    | 28                 | 2                  |            | -          | -          | 215    | 37     |
| 1984-1985       | Sampdoria       | A               | 9          | 0          | CI              | 6               | 3               | -                  | -                  | -                  | -          | -          | -          | 15     | 3      |
| ott. 1985-1986  | Monza           | B               | 15         | 3          | CI              | -               | -               | -                  | -                  | -                  | -          | -          | -          | 15     | 3      |
| 1986-1987       | Brescia         | A               | 24         | 0          | CI              | 2               | 0               | -                  | -                  | -                  | -          | -          | -          | 26     | 0      |
| 1987-1988       | Brescia         | B               | 24         | 0          | CI              | 5               | 0               | -                  | -                  | -                  | -          | -          | -          | 29     | 0      |
| Totale Brescia  | Totale Brescia  | Totale Brescia  | 141        | 15         |                 | 18              | 0               |                    | -                  | -                  |            | -          | -          | 159    | 15     |
| 1988-1989       | Barletta        | B               | 26         | 6          | CI              | 0               | 0               | -                  | -                  | -                  | -          | -          | -          | 26     | 6      |
| 1989-1990       | Pordenone       | Int.            | 24         | 4          | CI              | ?               | ?               | -                  | -                  | -                  | -          | -          | -          | 24+    | 4+     |
| 1990-1991       | Breno           | Int.            | ?          | ?          | CI              | ?               | ?               | -                  | -                  | -                  | -          | -          | -          | ?      | ?      |
| Totale carriera | Totale carriera | Totale carriera | 371+       | 56+        |                 | 55+             | 7+              |                    | 28                 | 2                  |            | -          | -          | 454    | 65+    |

## Palmarès

### Club

#### Competizioni giovanili
- Campionato Primavera: 1

Brescia: 1974-1975

#### Competizioni nazionali
- Campionato italiano: 1

Inter: 1979-1980
- Coppa Italia: 2

Inter: 1981-1982
Sampdoria: 1984-1985

### Individuale
- Miglior interno destro (n. 8) al Carlin's Boys[22][23]

1974
- L'Intrepido d'Oro

1981-1982

## Opere
- La mia vita da numero 10, con Eleonora Rossi e prefazione di Enrico Ruggeri, Diarkos, 2023, ISBN 978-88-3616-291-8.